# Aptosimum arenarium
Aptosimum arenarium là một loài thực vật có hoa trong họ Huyền sâm. Loài này được Engl. mô tả khoa học đầu tiên năm 1889.